# Olympische Winterspiele 1998/Ski Alpin – Alpine Kombination (Männer)
Die Alpine Kombination der Männer bei den Olympischen Winterspielen 1998 wurde vom 9. bis 13. Februar in Hakuba im Skigebiet Happo One ausgetragen.
Das Skirennen bestand aus einem Abfahrts- und zwei Slalomläufen, aus denen alle drei Zeiten die Gesamtzeit ergaben. Zuerst sollte der Abfahrtslauf stattfinden, jedoch wurde wegen der Wetterlage zuerst der Slalom ausgetragen.
Olympiasieger wurde Mario Reiter aus Österreich. Silber gewann Lasse Kjus aus Norwegen und Bronze Reiters Landsmann Christian Mayer.

## Ergebnisse
| Rang | Athlet                          | Nation             | Slalom   | Slalom   | Slalom     | Slalom | Abfahrt    | Abfahrt | Gesamt     | Gesamt          |
| Rang | Athlet                          | Nation             | Lauf (s) | Lauf (s) | Zeit (min) | Rang   | Zeit (min) | Rang    | Zeit (min) | Rück- stand (s) |
| Rang | Athlet                          | Nation             | 1        | 2        | Zeit (min) | Rang   | Zeit (min) | Rang    | Zeit (min) | Rück- stand (s) |
| ---- | ------------------------------- | ------------------ | -------- | -------- | ---------- | ------ | ---------- | ------- | ---------- | --------------- |
| 001  | Mario Reiter                    | Österreich         | 0:47,37  | 0:44,48  | 01:31,85   | 1      | 1:36,21    | 6       | 3:08,06    |                 |
| 002  | Lasse Kjus                      | Norwegen           | 0:48,09  | 0:45,57  | 01:33,66   | 2      | 1:34,99    | 2       | 3:08,65    | +0,59           |
| 003  | Christian Mayer                 | Österreich         | 0:49,30  | 0:45,75  | 01:35,05   | 4      | 1:35,06    | 3       | 3:10,11    | +2,05           |
| 004  | Günther Mader                   | Österreich         | 0:49,19  | 0:46,17  | 01:35,36   | 6      | 1:34,83    | 1       | 3:10,19    | +2,13           |
| 005  | Andrzej Bachleda-Curuś          | Polen              | 0:49,02  | 0:45,47  | 01:34,49   | 3      | 1:37,04    | 9       | 3:11,53    | +3,47           |
| 006  | Alessandro Fattori              | Italien            | 0:55,45  | 0:45,26  | 01:40,71   | 11     | 1:36,29    | 7       | 3:17,00    | +8,94           |
| 007  | Aleš Brezavšček                 | Slowenien          | 0:55,33  | 0:48,82  | 01:44,15   | 14     | 1:35,94    | 5       | 3:20,09    | +12,03          |
| 008  | Peter Pen                       | Slowenien          | 0:54,21  | 0:49,62  | 01:43,83   | 13     | 1:36,98    | 8       | 3:20,81    | +12,75          |
| 009  | Jürgen Hasler                   | Liechtenstein      | 0:54,39  | 0:50,88  | 01:45,27   | 15     | 1:37,88    | 10      | 3:23,15    | +15,09          |
| 010  | Erik Seletto                    | Italien            | 0:56,30  | 0:51,16  | 01:47,46   | 17     | 1:35,77    | 4       | 3:23,23    | +15,17          |
| 011  | Thomás Grob                     | Chile              | 0:56,51  | 0:51,41  | 01:47,92   | 18     | 1:40,68    | 12      | 3:28,60    | +20,54          |
| 012  | Mykola Skrjabin                 | Ukraine            | 0:55,18  | 0:51,99  | 01:47,17   | 16     | 1:43,08    | 15      | 3:30,25    | +22,19          |
| 013  | Rainer Grob                     | Chile              | 0:58,50  | 0:54,63  | 01:53,13   | 19     | 1:41,36    | 13      | 3:34,49    | +26,43          |
| 014  | Surab Dschidschischwili         | Georgien           | 1:00,20  | 0:55,06  | 01:55,26   | 20     | 1:40,39    | 11      | 3:35,65    | +27,59          |
| 015  | Patrick-Paul Schwarzacher-Joyce | Irland             | 1:00,11  | 0:56,11  | 01:56,22   | 21     | 1:42,81    | 14      | 3:39,03    | +30,97          |
|      | Kjetil André Aamodt             | Norwegen           | 0:50,29  | 0:44,97  | 01:35,26   | 7      | DNF        | –       | –          | –               |
|      | Finn Christian Jagge            | Norwegen           | 0:50,22  | 0:45,16  | 01:35,38   | 5      | DNS        | –       | –          | –               |
|      | Luca Cattaneo                   | Italien            | 0:53,59  | 0:49,93  | 01:43,52   | 10     | DNS        | –       | –          | –               |
|      | Hermann Maier                   | Österreich         | 0:50,37  | 0:45,53  | 01:35,90   | 9      | DNS        | –       | –          | –               |
|      | Kristian Ghedina                | Italien            | 0:51,58  | 0:48,77  | 01:40,35   | 8      | DNS        | –       | –          | –               |
|      | Marcel Maxa                     | Tschechien         | 0:49,73  | 0:46,44  | 01:36,17   | 12     | DSQ        | –       | –          | –               |
|      | Matthew Grosjean                | Vereinigte Staaten | 0:48,32  | DNF      | –          | –      | –          | –       | –          | –               |
|      | Paul Accola                     | Schweiz            | 0:49,39  | DNF      | –          | –      | –          | –       | –          | –               |
|      | Ed Podivinsky                   | Kanada             | 0:51,48  | DNF      | –          | –      | –          | –       | –          | –               |
|      | Linas Vaitkus                   | Litauen            | 0:58,93  | DNF      | –          | –      | –          | –       | –          | –               |
|      | Petar Dichew                    | Bulgarien          | 0:51,16  | DSQ      | –          | –      | –          | –       | –          | –               |
|      | Jernej Koblar                   | Slowenien          | DNF      | –        | –          | –      | –          | –       | –          | –               |
|      | Kalle Palander                  | Finnland           | DNF      | –        | –          | –      | –          | –       | –          | –               |
|      | Bruno Kernen                    | Schweiz            | DNF      | –        | –          | –      | –          | –       | –          | –               |
|      | James Ormond                    | Großbritannien     | DNF      | –        | –          | –      | –          | –       | –          | –               |
|      | Jürg Grünenfelder               | Schweiz            | DNF      | –        | –          | –      | –          | –       | –          | –               |
|      | Arne Hardenberg                 | Dänemark           | DNF      | –        | –          | –      | –          | –       | –          | –               |
|      | Patrik Järbyn                   | Schweden           | DNF      | –        | –          | –      | –          | –       | –          | –               |
|      | Tejs Broberg                    | Dänemark           | DNF      | –        | –          | –      | –          | –       | –          | –               |
|      | Jason Rosener                   | Vereinigte Staaten | DNF      | –        | –          | –      | –          | –       | –          | –               |
|      | Yasuyuki Takishita              | Japan              | DNF      | –        | –          | –      | –          | –       | –          | –               |
|      | Andrew Freshwater               | Großbritannien     | DNF      | –        | –          | –      | –          | –       | –          | –               |
|      | Chad Fleischer                  | Vereinigte Staaten | DNF      | –        | –          | –      | –          | –       | –          | –               |
|      | Tommy Moe                       | Vereinigte Staaten | DNS      | –        | –          | –      | –          | –       | –          | –               |